# Jurja
Jurja (oroszul: Юрья) városi jellegű település Oroszország Kirovi területén, a Jurjai járás székhelye.
Lakossága: 5668 fő (a 2010. évi népszámláláskor).

## Fekvése
A Kirovi terület központi részén, Kirov területi székhelytől 50 km-re (vagy 65 km-re) északnyugatra helyezkedik el. Vasútállomás a Kirov–Kotlasz vasútvonal Kirov–Murasi közötti szakaszán. A településen vezet át a „Vjatka” nevű R176-os főút Kirov–Sziktivkar közötti szakasza.

## Története
1899-ben, a Perm–Vjatka–Kotlasz vasútvonal építésekor keletkezett. A vasút az Urál vidékét kötötte össze az akkori Vjatka (ma: Kirov) városon át az Északi-Dvinán létesített folyami kikötővel. A vasútállomás körül kialakult Jurja 1963-ban lett járási székhely, 1966-ban városi jellegű település besorolást kapott.